# Probotector (jeu vidéo, 1987)
Pour l’article homonyme, voir Probotector.
Probotector, ou Gryzor selon les versions, plus connu sous le nom Contra (魂斗羅) hors Europe,, est un jeu vidéo d'action de type run and gun, développé et édité par Konami, sorti initialement en 1987 sur borne d'arcade.
Le jeu a été converti sur Amstrad CPC, Commodore 64, DOS, MSX 2, NES et ZX Spectrum. La plate-forme de téléchargement de la Xbox 360 propose le jeu depuis 2009.

## Scénario
Probotector est un robot de combat mis au point en grand secret par une unité scientifique automatisée spéciale. Nous sommes en 2636. Les extraterrestres, qui ont perdu la bataille contre les Probotector, ont recouvré la totalité de leurs forces et ont entrepris une invasion massive. Les humains sont de simples pantins en face des ressources écrasantes des extraterrestres, de leur savoir-faire scientifique et de leur puissante énergie vitale. Six mois plus tard, deux robots de combat surgissent dans la ville dévastée sous le contrôle des extraterrestres. Il s'agit de RD008 et de RC011, les Probotector les plus puissants de l'histoire. Un nouveau combat s'engage...

## Système de jeu
Probotector est un jeu de tir en 2D. Le héros est le plus souvent vu de côté avec un défilement horizontal des décors, parfois vu de derrière dans une pseudo 3D. Le joueur doit éliminer le maximum d'ennemis tout en évitant leurs tirs et atteindre la fin des niveaux pour battre les boss. Il est possible de jouer à 2 simultanément en contrôlant un deuxième robot identique, seul la couleur diffère.
Le personnage possède un fusil qui tire de petites boules orange à une cadence modérée. Durant la progression, il est possible de ramasser divers bonus qui changent le tir de l'arme. Ces bonus sont :
- le tir triple (trois projectiles en même temps sur 45 degrés vers le haut, en face et 45 degrés vers le bas) ;
- le tir rapide (cadence très rapide) ;
- le tir laser (un faisceau laser qui peut tuer plusieurs ennemis à la fois) ;
- le tir de feu (un projectile qui tournoie).

Il existe également un bonus qui confère au joueur une invincibilité durant 30 secondes.
En outre, il est possible d'obtenir 30 vies dès le début du jeu en exécutant le code Konami pendant le choix du nombre de joueurs (sur la version NES).

## Portages
Le jeu a été adapté en 1988 sur Amstrad CPC, Commodore 64, DOS, NES, ZX Spectrum et en 1989 sur MSX2. En Europe, les versions micros ont été adaptées par Ocean Software sous le nom de Gryzor. La version NES européenne, quant à elle, s'appelle Probotector ; dans cette version, les mercenaires ont été remplacés par des robots afin d'euphémiser les rapports de violence : cela est dû à une loi de censure en Allemagne de la Bundesprüfstelle für jugendgefährdende Medien (en) qui prohibe les ventes de jeux violents aux mineurs. En conséquence, les jeux suivant sur NES, Game Boy, Super Nintendo et Mega Drive seront tous adaptés dans les régions PAL sous le nom Probotector avec les mêmes modifications graphiques. Les jeux de la série Contra ne recommenceront à reprendre les personnages et le titre originels, en Europe, qu'à partir du jeu Contra: Legacy of War.
La version NES a été rééditée sous Windows via le pack Konami Collector's Series: Castlevania & Contra (2002) et la version arcade sur Xbox 360 via le Xbox Live Arcade (2006).

### Note
- (en) Cet article est partiellement ou en totalité issu de l’article de Wikipédia en anglais intitulé « Contra (video game) » (voir la liste des auteurs).